# أغاثي فون تراب
أغاثي فون تراب (بالألمانية: Agathe von Trapp؛ بالإنجليزية: Agathe von Trapp) هي كاتِبة ومغنية نمساوية وأمريكية، ولدت في 12 مارس 1913 في بولا في كرواتيا، وتوفيت في 28 ديسمبر 2010 في توسون في الولايات المتحدة.

## وصلات خارجية
- أغاثي فون تراب على موقع ميوزك برينز (الإنجليزية)